# Ajuda (Peniche)
A Ajuda é uma antiga freguesia portuguesa do município de Peniche, a qual tinha 4,37 km² de área e 7 989 habitantes (2011) e, por isso, uma densidade populacional de 1 828,1 hab./km².
Foi extinta (agregada) pela reorganização administrativa de 2012/2013, tendo o seu território sido agregado ao das freguesias da Conceição e de São Pedro para criar a freguesia de Peniche.
A freguesia da Ajuda fazia fronteira a sul com as antigas freguesias da Conceição e de São Pedro. Em conjunto com estas duas freguesias, formava a cidade de Peniche.

## População
| População da freguesia de Peniche (Ajuda) | População da freguesia de Peniche (Ajuda) | População da freguesia de Peniche (Ajuda) | População da freguesia de Peniche (Ajuda) | População da freguesia de Peniche (Ajuda) | População da freguesia de Peniche (Ajuda) | População da freguesia de Peniche (Ajuda) | População da freguesia de Peniche (Ajuda) | População da freguesia de Peniche (Ajuda) | População da freguesia de Peniche (Ajuda) | População da freguesia de Peniche (Ajuda) | População da freguesia de Peniche (Ajuda) | População da freguesia de Peniche (Ajuda) | População da freguesia de Peniche (Ajuda) | População da freguesia de Peniche (Ajuda) |
| ----------------------------------------- | ----------------------------------------- | ----------------------------------------- | ----------------------------------------- | ----------------------------------------- | ----------------------------------------- | ----------------------------------------- | ----------------------------------------- | ----------------------------------------- | ----------------------------------------- | ----------------------------------------- | ----------------------------------------- | ----------------------------------------- | ----------------------------------------- | ----------------------------------------- |
| 1864                                      | 1878                                      | 1890                                      | 1900                                      | 1911                                      | 1920                                      | 1930                                      | 1940                                      | 1950                                      | 1960                                      | 1970                                      | 1981                                      | 1991                                      | 2001                                      | 2011                                      |
| 1 192                                     | 1 204                                     | 1 199                                     | 1 150                                     | 1 440                                     | 2 423                                     | 4 018                                     | 4 220                                     | 5 173                                     | 5 518                                     | 6 755                                     | 8 463                                     | 8 653                                     | 8 660                                     | 7 989                                     |

## Símbolos heráldicos da freguesia

### Ordenação heráldica do brasão, bandeira e selo
Brasão: escudo de prata, farol de vermelho realçado de negro; campanha de três tiras ondadas de verde e prata. Coroa mural de prata de três torres. Listel branco, com a legenda a negro: “PENICHE – AJUDA“.
Bandeira: vermelha. Cordão e borlas de prata e vermelho. Haste e lança de ouro.
Selo: nos termos da Lei, com a legenda: “Junta de Freguesia de Peniche – Ajuda”.
Parecer emitido pela Comissão de Heráldica da Associação dos Arqueólogos Portugueses a 18 de Dezembro de 2007, nos termos da Lei n.º 53/91, de 7 de Agosto.
Estabelecidos, sob proposta da Junta de Freguesia, em sessão da Assembleia de Freguesia de 19 de Abril 2008.
Publicados no Diário da República, II Série, nº 85/2008, de 2 de Maio de 2008. 
Registados na Direcção-Geral das Autarquias Locais com o nº 27/2008, de 21 de Maio de 2008.

### Justificação dos símbolos
- Farol. Representa o “farolinho” que serviu no passado para guiar os pescadores a entrarem na baía em segurança.
- Campanha de três tiras ondadas. Representa a situação geográfica da freguesia, bem como as suas principais actividades económicas e de lazer, intimamente ligadas à proximidade do mar.

## Política

### Eleições autárquicas

#### Assembleia de Freguesia
| Ano  | %            | M            | %    | M  | %       | M       | %      | M      |
| Ano  | FEPU/APU/CDU | FEPU/APU/CDU | PS   | PS | PPD/PSD | PPD/PSD | CDS-PP | CDS-PP |
| ---- | ------------ | ------------ | ---- | -- | ------- | ------- | ------ | ------ |
| 1976 | 42,3         | 5            | 31,5 | 4  | 17,7    | 2       | 5,2    | -      |
| 1979 | 43,4         | 9            | 23,0 | 4  | 31,8    | 6       |        |        |
| 1982 | 38,0         | 8            | 32,0 | 6  | 27,1    | 5       |        |        |
| 1985 | 44,5         | 6            | 15,0 | 2  | 32,9    | 5       | 4,3    | -      |
| 1989 | 25,4         | 4            | 30,3 | 4  | 35,9    | 5       | 3,8    | -      |
| 1993 | 24,4         | 3            | 34,7 | 5  | 30,1    | 4       | 6,8    | 1      |
| 1997 | 28,4         | 4            | 38,7 | 5  | 27,7    | 4       |        |        |
| 2001 | 37,0         | 5            | 35,8 | 5  | 20,8    | 3       | 3,6    | -      |
| 2005 | 52,4         | 7            | 23,4 | 3  | 20,9    | 3       |        |        |
| 2009 | 60,4         | 9            | 18,8 | 2  | 16,9    | 2       |        |        |

## Orago
Como o seu nome indica, o seu orago era Nossa Senhora da Ajuda. A sua Igreja Matriz serve como igreja matriz da Paróquia de Peniche, embora a Igreja de São Pedro seja o templo principal da paróquia.

## Património
- Fonte do Rosário
- Igreja de Nossa Senhora da Ajuda
- Santuário de Nossa Senhora dos Remédios